# حاجی‌یعقوب (مرزیفون)
حاجی‌یعقوب (به ترکی استانبولی: Hacıyakup) یک منطقهٔ مسکونی در ترکیه است که در مرزیفون واقع شده‌است.